# Benny Andersson
 Ikke at forveksle med Benny Andersen.
Benny Andersson (født 16. december 1946 i Stockholm) er en svensk komponist og pianist. Han er mest kendt for at være med i ABBA (1972-82), men var tidligere også med i Hep Stars (1963-67). ABBAs manager har sagt om Benny: "Benny er musikant og ikke musiker, og det er den fineste betegnelse man kan give. Han spiller med hjertet."

## Familie
Han er født i Vällingby i Sverige, hvor han boede sammen med sin far Gösta Andersson og mor Laila. Han fik en lillesøster to år efter. Hun hedder Eva-Lis Andersson. Da Benny var seks år, fik han sin første harmonika. Da han blev femten år, fik han sit eget klaver, og han lærte selv at spille på det. Han forlod også skolen, og begyndte sin egen ungdomsklub, hvor han mødte sin første kæreste Christina Grönvall. Han fik to børn med Christina Grönvall. Peter (født 1963) og Helen (født 1965). Det er en tradition at han spiller folkemusik til forskellige familiearrangementer.

## Karriere

### Bands
Benny startede først rigtigt, da han startede som keyboardist i The Hep Stars i oktober 1964. Efter at Benny Andersson kom med i The Hep Stars, blev der lavet mange numre som for eksempel "No Response", "Sunny Girl", "Wedding", "Consolation", "It's Nice To Be Back" and "She Will Love You". Benny mødte sin fremtidige makker, Bjørn Ulvaeus, og de begyndte at skrive sange sammen. De skrev sangen “Hej Clown”, og var med i det svenske eurovision song festival i 1969. Bjørn og Benny dannede gruppen ABBA. (Anni-Frid Lyngstad, Bjørn Ulvaeus, Benny Andersson, Agnetha Fältskog). ABBA nåede at sælge over 370 millioner albums, og sælger stadig 2-4 millioner albums om året.

### Musicals
Efter at gruppen ABBA blev brudt op fortsatte Bjørn og Benny sammen. Deres første projekt sammen var musicalen Chess, som blev et stort hit. Da pladen til musicalen Chess blev udgivet, blev der solgt mere end 2 millioner albums over hele verden. Med sangen “One Night in Bangkok” kom de til 3 pladsen på top 10 i USA. Chess blev spillet i Londons West End på Prince Edward Theatre, som er en af Londons fineste teatre. Senere kom musicalen “Kristina från Duvemåla”, som også blev kendt. Bjørn- og Bennys næste projekt, var det store hit Mamma Mia! Den blev verdens kendt og spillede i Londons West End og på Broadway i New York. Mamma Mia! er bygget på de fleste af ABBA sange. Den blev set af mere end 30 millioner mennesker, og der er blevet tjent mere end 2 milliarder dollars. Mamma Mia! blev også lavet som film, og hvor alle de største stjerner var med “Meryl Streep, Pierce Brosnan, Colin Firth, Stellan Skarsgård og Amanda Seyfried. Det er en af verdens bedste og mest kendte musicals.

### Andet
I år 2003 åbnede Hotel Rival, der er ejet af Andersson. Her afholdtes premieren for filmmusicalen Mamma Mia! – The Movie
Seneste udgivelse: Piano (2017).

## Priser
Bjørn og Benny har været nomineret til Drama Desk Award for “Outstanding Music” med musicalen Chess. Tony Award i kategorien “Best Orchestrations” med musicalen Mamma Mia!

## Privatlivet
Han var forlovet med Christina Grönvall, med hvem han fik to børn. Han var også forlovet med Anni-Frid Lyngstad fra ABBA, som han giftede sig med i 1978. Han giftede sig med Mona Nörklit i november 1981, og de fik et barn i 1982.